# Patrice Gautier
Pour l'écrivain, voir Patrice Gauthier.
Patrice Gautier est un réalisateur français.

## Biographie
Après la réalisation de son premier long métrage, L'Amour ou presque - « Ce premier long métrage de Patrice Gautier adopte un ton résolument original , tout à fait désenchanté  », écrit Gilles Colpart -, Patrice Gautier travaille pour la télévision, signant plusieurs téléfilms. 
Son second long métrage, Moi et le Che, sort en 2018.

## Filmographie
Réalisateur
- 1985 : L'Amour ou presque
- 1992 : Léo et Léa (TV)
- 1992 : Le Voyage d'Eva (TV)
- 1997 : Désirs noirs : Belle comme le diable (TV)
- 2018 : Moi et le Che

Acteur
- 1980 : L'Œil du maître  de Stéphane Kurc